# El sergent negre
El sergent negre (títol original en anglès: Sergeant Rutledge) és una pel·lícula estatunidenca dirigida per John Ford i estrenada l'any 1960.	

## Argument
A Arizona, en el Fort Linton, se celebra un consell de guerra per jutjar un sergent negre acusat de la violació i l'assassinat d'una jove blanca. El sergent Rutledge, ha estat sempre un militar valent i exemplar, un model per a tots els soldats, però ara l'exèrcit el creu culpable.

## Repartiment
- Woody Strode: sergent Braxton Rutledge
- Jeffrey Hunter: tinent Tom Cantrell
- Constance Towers: Mary Beecher
- Billie Burke: Cordelia Fosgate
- Juano Hernández: sergent Matthew Luke Skidmore
- Willis Bouchey: coronel Otis Fosgate
- Carleton Young: capità Shattuck
- Judson Pratt: tinent Mulqueen